# Houton
Houton è un insediamento abitato situato a circa 8 km a sud-est di Stromness, sull'isola di Mainland, nelle isole Orcadi in Scozia. Si trova all'interno della parrocchia di Orphir, ed è situata su una strada secondaria, fuori dalla A964.
Da Houton partono traghetti per Lyness e Hoy, e per il porto petrolifero di Flotta. Nelle vicinanze, si trovano i resti della chiesa circolare di Saint Nicholas, l'unica chiesa medievale circolare della Scozia, e il Earl's Bu, le rovine di un ex casa fortificata della Contea delle Orcadi. Questi siti sono in carico a Historic Scotland.
L'isola di Holm of Houton si trova nelle vicinanze di Houton.

## RAF Houton
RAF Houton era situata nei pressi di Houton ed era sede delle seguenti unità:
- No. 306 (Flying Boat) Flight.[3]
- No. 430 (Seaplane) Flight.[4]
- 'F' Boat Seaplane Training Flight fu costituita il 15 agosto 1918 ed operò con il Felixstowe F.3 e il Curtiss H.16 prima di essere sciolta il 25 novembre 1918.[5]
- Orkney Wing.[6]